# المحجر (ذي السفال)

تعديل مصدري - تعديل

المحجر هي إحدى قرى عزلة خنوة بمديرية ذي السفال التابعة لمحافظة إب، بلغ تعداد سكانها 2516 نسمة حسب تعداد اليمن لعام 2004.